# 五島公園 (伊利諾伊州)
鮑斯（英語：Bowes）是位於美國伊利諾伊州凱恩縣的一個非建制地區。該地的面積和人口皆未知。

## 地理
鮑斯的座標為42°00′29″N 88°23′27″W / 42.00806°N 88.39083°W，而該地的平均海拔高度為260米（即853英尺）。